# Paepalanthus bryoides
Paepalanthus bryoides är en gräsväxtart som först beskrevs av Ludwig Riedel och August Gustav Heinrich von Bongard, och fick sitt nu gällande namn av Carl Sigismund Kunth. Paepalanthus bryoides ingår i släktet Paepalanthus och familjen Eriocaulaceae. Inga underarter finns listade i Catalogue of Life.